# Valeria Cabezas
Valeria Cabezas Caracas (* 16. Januar 2001 in Cali) ist eine kolumbianische Hürdenläuferin, die sich auf die 400-Meter-Distanz spezialisiert hat. 2022 siegte sie bei den Südamerikaspielen in Asunción über 400 Meter Hürden sowie mit der kolumbianischen 4-mal-400-Meter-Staffel und feierte damit ihren größten sportlichen Erfolg.

## Sportliche Laufbahn
Erste internationale Meisterschaftserfahrungen sammelte Valeria Cabezas im Jahr 2017, als sie bei den U20-Südamerikameisterschaften in Leonora in 60,27 s die Goldmedaille im 400-Meter-Hürdenlauf gewann und mit der kolumbianischen 4-mal-100-Meter-Staffel in 47,33 s die Silbermedaille gewann. Anschließend belegte sie bei den U18-Weltmeisterschaften in Nairobi in 60,80 s den sechsten Platz über 400 Meter Hürden. Im Jahr darauf siegte sie in 59,64 s bei den U18-Südamerikameisterschaften in Cuenca über 400 Meter Hürden und gewann im 100-Meter-Hürdenlauf in 13,99 s die Bronzemedaille. Zudem gewann sie in der gemischten 8-mal-300-Meter-Staffel in 5:15,01 min die Bronzemedaille. Kurz darauf schied sie bei den U20-Weltmeisterschaften in Tampere mit 60,53 s im Halbfinale über 400 Meter Hürden aus und gewann dann bei den Ibero-Amerikanischen Meisterschaften in Trujillo in 57,74 s die Bronzemedaille hinter der Argentinierin Fiorella Chiappe und Daniela Rojas aus Costa Rica. Im Oktober nahm sie an den Olympischen Jugendspielen in Buenos Aires teil und gewann dort die Goldmedaille über 400 Meter Hürden. 2019 siegte sie in 57,10 s bei den U20-Südamerikameisterschaften in ihrer Heimatstadt Cali über 400 Meter Hürden und belegte in 13,97 s den vierten Platz über 100 Meter Hürden. Zudem gewann sie in 3:45,96 min die Silbermedaille in der 4-mal-400-Meter-Staffel. Kurz zuvor belegte sie bei den Südamerikameisterschaften in Lima in 58,85 s den siebten Platz über 400 Meter Hürden. Ende Juli gewann sie dann bei den U20-Panamerikameisterschaften in San José in 56,67 s die Bronzemedaille. 2021 gewann sie bei den Südamerikameisterschaften in Guayaquil in 57,56 s die Silbermedaille hinter ihrer Landsfrau Melissa González und in der 4-mal-100-Meter-Staffel gewann sie in 45,61 s gemeinsam mit Shary Vallecilla, Gregoria Gómez und Natalia Liñares die Silbermedaille hinter dem Team aus Brasilien. Mitte Oktober gewann sie bei den U23-Südamerikameisterschaften ebendort in 57,83 s die Silbermedaille hinter der Brasilianerin Chayenne da Silva, belegte in der 4-mal-100-Meter-Staffel in 46,09 s den vierten Platz und gewann in der 4-mal-400-Meter-Staffel in 3:46,19 min die Bronzemedaille hinter den Teams aus Brasilien und Chile. Anfang Dezember gewann sie bei den erstmals ausgetragenen Panamerikanischen Juniorenspielen in Cali in 57,49 s die Bronzemedaille hinter Chayenne da Silva aus Brasilien und der Kubanerin Ariliannis Colás. Zudem sicherte sie sich in 3:23,79 min die Silbermedaille hinter den Brasilianerinnen. Im Jahr darauf gewann sie bei den Juegos Bolivarianos in Valledupar in 57,47 s die Silbermedaille hinter der Panamaerin Gianna Woodruff und siegte in 3:36,91 min in der 4-mal-400-Meter-Staffel. Ende September sicherte sie sich bei den U23-Südamerikameisterschaften in Cascavel in 58,12 s die Silbermedaille hinter der Brasilianerin Chayenne da Silva. Zudem kam sie in der Mixed-Staffel nicht ins Ziel. Kurz darauf siegte sie bei den Südamerikaspielen in Asunción in 57,17 s im Hürdenlauf und siegte in 3:31,30 min gemeinsam mit Rosangélica Escobar, Evelis Aguilar und Lina Licona in der 4-mal-400-Meter-Staffel.
2023 belegte sie bei den Zentralamerika- und Karibikspielen in San Salvador in 58,05 s den siebten Platz über 400 Meter Hürden und sicherte sich mit der 4-mal-400-Meter-Staffel in 3:31,16 min die Bronzemedaille hinter den Teams aus Kuba und der Dominikanischen Republik. Anschließend gewann sie bei den Südamerikameisterschaften in São Paulo in 57,31 s die Bronzemedaille hinter den Brasilianerinnen Chayenne da Silva und Bianca Amaro dos Santos. Zudem siegte sie mit der Staffel in 3:31,39 min gemeinsam mit Lina Licona, Jennifer Padilla und Evelis Aguilar. Im Jahr darauf belegte sie bei den Ibero-Amerikanischen Meisterschaften in Cuiabá in 57,77 s den sechsten Platz im Hürdenlauf.
2022 wurde Cabezas kolumbianische Meisterin im 400-Meter-Lauf sowie 2021 und 2022 in der 4-mal-400-Meter-Staffel.

## Persönliche Bestzeiten
- 100 m Hürden: 13,96 s (+1,9 m/s), 25. September 2021 in Bogotá
- 400 m Hürden: 56,13 s, 24. April 2021 in Ibagué